# Бэлты (герб)
Бэлты (пол. Bełty) — гласный польский дворянский герб.

## Описание герба
Три серебряных дротика или арбалетных болта, положенные звездообразно в красном поле, средний из них железком вверх. Герб этот считают в XI в. перенесенным из Моравии.

## Герб используют
Бадинские (Badinski), [www.lyczkowski.net/ru/gerbovnik/belorusskoj-shljahty/tom-2.html Бейнацкие] (Bejnacki), Бэлты (Белты, Belt), Бэлтовичи (Белтовичи, Beltowicz), Бенедиктовичи (Benedyktowicz), Бенешко (Beneszko), Больтц (Boltz), Хохонские (Chochonski), Хохоровские (Chochorowski), Цириссер (Cirisser), Граневские (Graniewski), Йодзеско (Йодзешко, Iodziesko, Iodzieszko), Янушовские (Januszowski), Кердеи (Kierdej, Kierdey, Kierdey Radzinowoyski), Коленда (Kolenda, Koleda), Колендовские (Koledowski), Петржицкие (Pietrzycki), Пилинские (Pilinski), Потарчицкие (Potarczycki), Потаржицкие (Potarzycki), Пожарыские (Pozaryski), Позняки (Pozniak), Позоржицкие (Pozorzycki), Пылинские (Pylinski), Радзивановские (Radziwanowski, Radziwonski), Страдецкие (Stradecki), Стржельницкие (Strzelnicki), Смеховские (Smiechowski), Снеховские (Sniechowski), Вольшлегер (Wolszleger), Зверковские (Zwierkowski).
- Бэлты изм.: Йодзешко (Jodzieszko), Коленда (Koleda), Пылинские (Pylinski), Рембовские (Rembowski), Сымонолевичи (Симонолевичи, Symonolewicz).